# Échebrune
Échebrune ist eine westfranzösische Gemeinde mit 482 Einwohnern (Stand 1. Januar 2022) im Département Charente-Maritime in der Region Nouvelle-Aquitaine.

## Lage
Échebrune liegt ca. 68 Meter ü. d. M. und etwa neun Kilometer in östlicher Richtung von der Kantonshauptstadt Pons entfernt in der alten Kulturlandschaft der Saintonge. Von Saintes aus liegt der Ort etwa 28 Kilometer in südöstlicher Richtung; von Cognac aus sind es etwa 20 Kilometer in südwestlicher Richtung. Weitere Orte mit eindrucksvollen romanischen Kirchen liegen nur wenige Kilometer im Umkreis verteilt: Pérignac, Bougneau, Berneuil, Avy, Chadenac, Biron, Marignac u. a.

## Bevölkerungsentwicklung
| Jahr      | 1968 | 1975 | 1982 | 1990 | 1999 | 2007 | 2016 | 2019 |
| Einwohner | 505  | 507  | 476  | 440  | 451  | 491  | 494  | 485  |

## Wirtschaft
Haupteinnahmequelle der Ortsbewohner ist immer noch die Landwirtschaft (Getreide, Wein und ein wenig Viehzucht und Weidewirtschaft). Der Weinbau wurde in der 2. Hälfte des 19. Jahrhunderts wegen des Befalls der Weinreben durch die Reblaus stark zurückgenommen. Dennoch gehört der Ort zu den Fins Bois der Weinregion Cognac. Auch der Tourismus, d. h. in erster Linie die Vermietung von Ferienwohnungen (gîtes), spielt eine gewisse Rolle im Wirtschaftsleben der Gemeinde.

## Geschichte
Zur Geschichte von Échebrune sind keine Informationen verfügbar. Die außergewöhnlich gut erhaltene und imposante Dorfkirche – aufgrund eines zweiten Portals auf der Südseite ehemals mit hoher Wahrscheinlichkeit eine Prioratskirche – zeigt jedoch, dass der Ort im Mittelalter nicht völlig unbedeutend war.

## Sehenswürdigkeiten

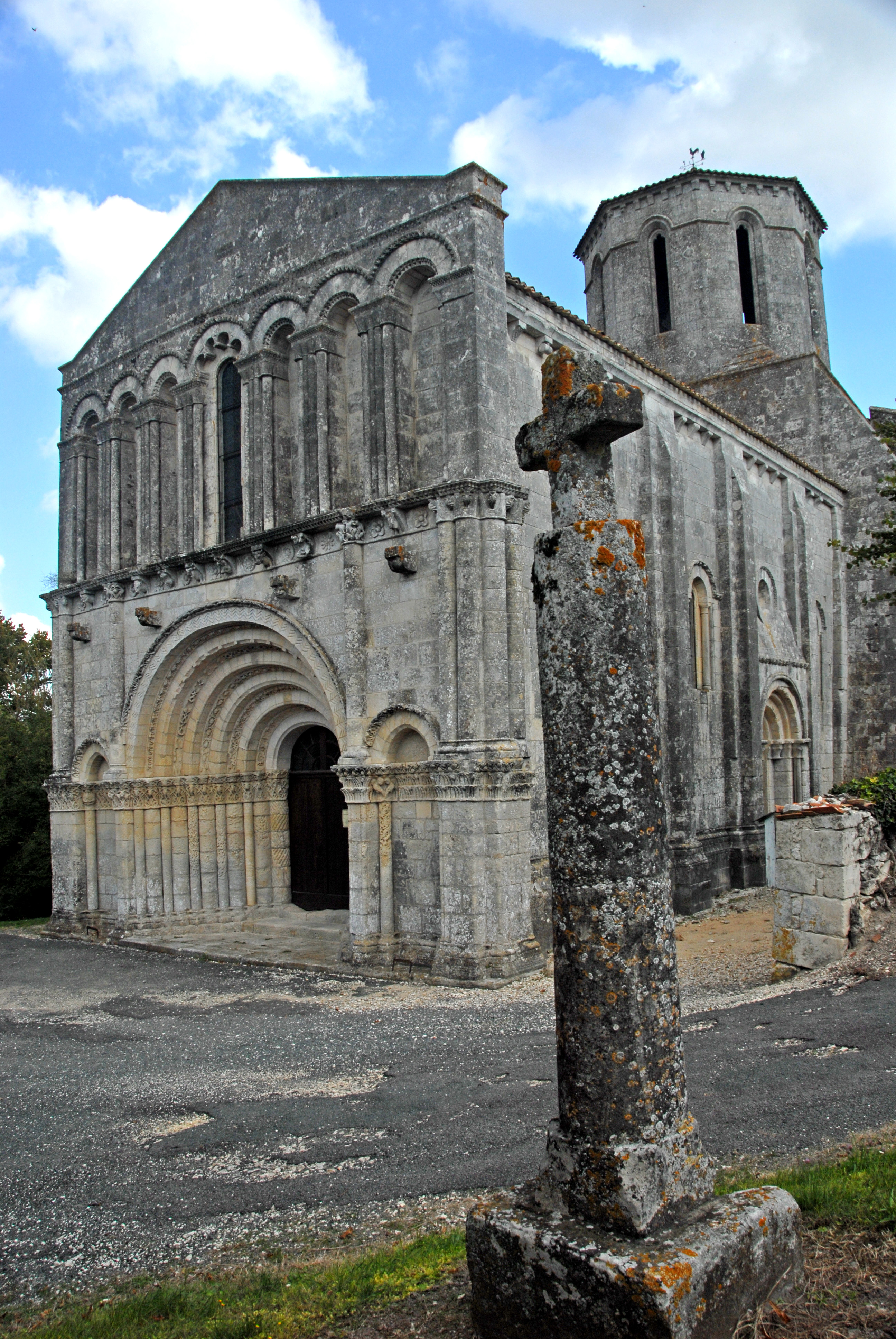
Kirche und Steinkreuz

Siehe auch: Liste der Monuments historiques in Échebrune

### Sonstige
- Unmittelbar südlich vor der Kirche, d. h. wahrscheinlich auf dem ehemaligen Friedhof, steht auf einem quadratischen Steinsockel ein einfacher monolithischer Rundpfeiler mit einem bild- und schmucklosen Kreuz an seiner Spitze. Aufgrund des völligen Fehlens von Dekorelementen ist das Monument kaum zu datieren. Es könnte sich um ein einfaches mittelalterliches Hosianna-Kreuz handeln.
- Ein etwa 250 Meter vom Ortskern entfernt auf einem mehrfach abgetreppten runden Unterbau stehendes Kalvarienkreuz (calvaire) wird ins 15. bzw. ins 18. Jahrhundert datiert. Auf einem aus zehn profilierten Steintrommeln aufgebauten etwa 2,20 Meter hohen Schaft befindet sich ein mehrfach abgestufter Aufbau, der in einem Kreuz endet. Das Monument ist seit dem Jahr 1949 als Monument historique[1] anerkannt.
- Die aus einer Mischung von (Wein-)Feldern und Wald bestehende Umgebung lädt zu Spaziergängen und Wanderungen ein. Einige Winzer bieten auf Anfrage auch Wein- und Cognacverkostungen (dégustations) an.